# Gotham City (píseň)
Gotham City je píseň amerického zpěváka R. Kellyho. Píseň pochází ze soundtracku k filmu Batman a Robin. Píseň sám napsal i produkoval.

## Hitparáda
| Země   | Umístění |
| ------ | -------- |
| US 100 | 9        |
| US R&B | 9        |
| UK     | 9        |

## Tracklist
Gotham City Single
1. Gotham City [LP Version]
2. Thank God It's Friday
3. Down Low [Nobody Has To Know] [Radio Version]
4. Gotham City [Acapella/Music]

Gotham City Remix Single
1. Gotham City [LP Version]
2. Gotham City [Remix]
3. Gotham City [Acapella/Music]
4. Gotham City [Instrumental]
5. Gotham City [Remix Instrumental]